# Bauernkapelle Krusendorf

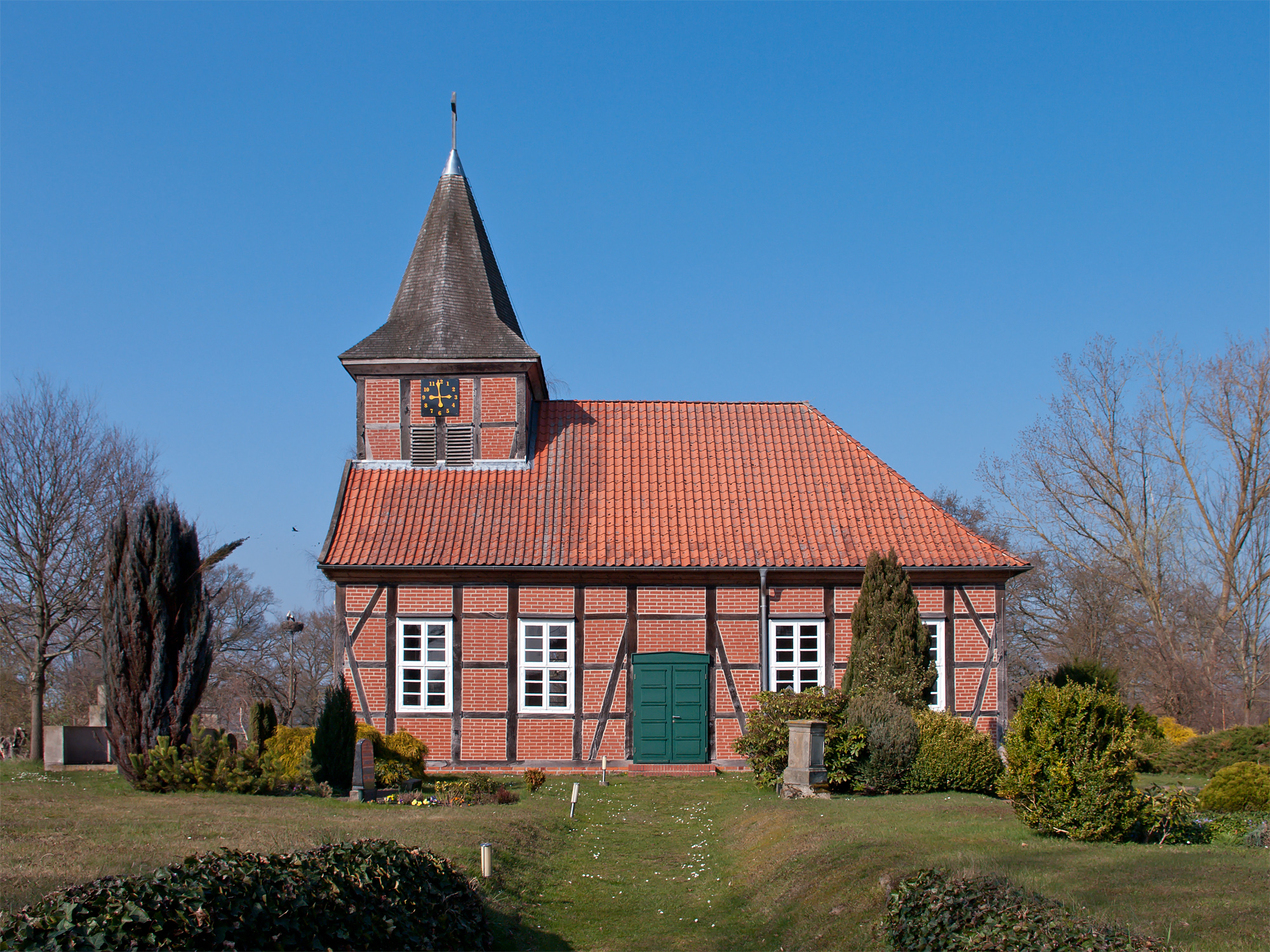
Bauernkapelle in Krusendorf

Die evangelisch-lutherische Bauernkapelle steht im Ortsteil Krusendorf der Gemeinde Amt Neuhaus im niedersächsischen Landkreis Lüneburg.

## Geschichte
Die Kapelle wurde Mitte des 18. Jahrhunderts errichtet.
Den Zweiten Weltkrieg überstand sie zwar unbeschadet, jedoch führte die anschließende Vernachlässigung zu starken Mängeln am Gebäude, weshalb die Kapelle 1992 wegen Einsturzgefahr gesperrt werden musste.
Die anschließende Sanierung konnte erst durch eine Privatinitiative ermöglicht werden. Die Kirchengemeinde trat dazu den Nutzungsvertrag der Kapelle zum Zwecke der Sanierung ab. Innerhalb von zwei Jahren wurde die Kapelle saniert und schließlich bei der Wiedereinweihung am 3. Advent 1998 an die Gemeinde zurückgegeben.

## Architektur & Ausstattung
Die Kapelle ist ein Saalbau und wurde in Fachwerkbauweise mit Ziegelausfachung errichtet. Über der Westseite der Kapelle befindet sich ein kleiner Dachreiter, der mit Holzschindeln gedeckt ist.
Der modern eingerichtete Innenraum wird von einer hell lasierten zeitgenössischen Holzdecke überspannt. Die Kapelle enthält mehrere moderne Ausstattungsstücke aus Glas. Hierzu zählen der Altar, das Taufbecken, die Kanzel und ein Kreuz.

## Kirchliche Organisation
Die Bauernkapelle gehört neben der Marienkirche in Neuhaus, der Marienkapelle in Stiepelse und der Kapelle in Sückau zur  Kirchengemeinde Neuhaus im Kirchenkreis Lüneburg der Evangelisch-lutherischen Landeskirche Hannovers.